# Леман, Александр Александрович
Александр Александрович Леман (8 марта 1936 — 12 декабря 2007) — советский и российский шашечный деятель, учёный. Мастер ФМЖД (1996). Президент Секции-64 ФМЖД и вице-президент ФМЖД с 22 апреля 2006 года. Международный арбитр.
Пятикратный призёр Кубков мира и Европы среди ветеранов по шашкам-64, более 10 раз играл в финалах чемпионатов Москвы, был призёром по стоклеточным шашкам. Принимал участие на нескольких чемпионатах мира в качестве главного судьи и заместителя главного судьи.
Заместитель председателя Федерации шашек СССР, председатель федерации шашек ДСО «Буревестник».
Более 40 лет в шашечной журналистике, заместитель главного редактора журнала «Шашечный мир».
Внедрил и разработал совместно с Александром Георгиевым систему проведения турниров, названную системой Лемана — Георгиева.
Похоронен на Новодевичьем кладбище в Москве.

## Учёная деятельность
Кандидат технических наук. Закончил Московский горный институт (сегодня – Горный институт НИТУ «МИСиС»). Награждён почётным знаком «Шахтёрская слава».

## Семья
Жена — Римма Васильевна (1935 г.р.), парикмахер.
Дочери: Людмила (1960 г.р.), Анна (1967 г.р.).
Родители:
- Отец — Александр Георгиевич Леман (1910—1991) инженер — электротехник. Похоронен на Ваганьковском кладбище в Москве.
- Мать — Елизавета Николаевна (урождённая Мартьянова) Леман (1908—1984), из старообрядцев, её отец Николай Егорович Мартьянов — архитектор и строитель старообрядческих церквей. Похоронена на Рогожском кладбище в Москве.
- Брат — Георгий Александрович Леман (1937). Народный художник России (2005). Член Московского Союза Художников и Союза Художников России (1976). Секретарь Союза художников России (с 1988). Дипломант Товарищества живописцев Московского Союза Художников (2002). Окончил МГАХИ им. Сурикова по мастерской профессора Б. В. Иогансона в 1966 г.